# سجل وطني للمخاطر
يُشير السجل الوطني للمخاطر أو سجل المخاطر الوطني إلى التقرير الصادر عن مكتب رئاسة الوزراء في أغسطس من عام 2008 كجزء من إستراتيجية الأمن القومي الخاصة بالحكومة البريطانية. ويقدم التقرير تقييمًا رسميًا حكوميًا للمخاطر الكبيرة المحتملة التي من الممكن أن تصيب المملكة المتحدة.
ويُقسِّم السجل الوطني للمخاطر المخاطر إلى ثلاث فئات رئيسية: الأحداث الطبيعية والحوادث الكبرى والهجمات الإجرامية. ويعمل على تقييم عدد من المخاطر بناءً على هذه العناوين المصنفة بحسب تأثيرها النسبي وإمكانية حدوثها، ويناقش الإجراءات المعمول بها حاليًا للتعامل مع كلٍ من هذه المخاطر.
كذلك يناقش الإجراءات التي ممن الممكن اتباعها سواء من قِبل الأفراد أو المنظمات للتخفيف من حدة آثار الاضطرابات المدنية.

## وصلات خارجية
- http://www.cabinetoffice.gov.uk/reports/national_risk_register.aspx